# Pasta Berruto
Pasta Berruto S.p.A. è un'azienda italiana produttrice di pasta secca, nata nel 2004 dalla fusione di Arrighi S.p.A. e Italpasta S.p.A. L'azienda produce ancora la pasta utilizzando questi due marchi. Dal 2012 fa parte di Webcor Group.

## Storia
Pasta Berruto nasce da storici pastifici torinesi nella fine dell'Ottocento. Pasta Arrighi era presente sul mercato fin dal 1930, quando Renato Arrighi fonda un'azienda a conduzione familiare a Carmagnola diventando nel tempo una delle prime aziende a servire il mercato della nascente grande distribuzione. Italpasta a sua volta nasce nel 1959 dalla fusione del pastificio F.lli Poy, presente a Torino fin dal 1881, del pastificio Casalis di Carignano (pastificio fin dal 1912) e del Cuminetti di Porte, pastificio fondato nel 1916.
La famiglia Berruto rileva nel 2004 le due aziende e i due marchi. Lo stabilimento sorge a Carmagnola nello stesso posto dove c'era lo stabilimento dell'Arrighi.. Nel 2007 stringe un'alleanza commerciale con Webcor Group, una multinazionale nata a Kinshasa nel 1978 e di proprietà della famiglia libanese Nesr. La Webcor, che ha sede a Ginevra e opera in vari settori, dall'edilizia alle commodities e all'alimentare con un giro d'affari di 800 milioni di euro, entra con una quota in Pasta Berruto per poi prenderne il controllo nel 2012.
Nel 2015 la società decide di ampliare lo stabilimento con l'aggiunta di una nuova linea di produzione (l'ottava) con un investimento di venti milioni in cinque anni. Nel 2017 è lanciata 1881 by Stefano Berruto, linea di pasta bio integrale. Sempre nel 2017 ha prodotto 48.000 tonnellate di pasta di ogni tipo, distribuite per il 90% all'estero in un centinaio di paesi (da sola la Francia ha il 30%), dalla Russia all'Angola, dal Marocco alla Thailandia. Per il 60% l'azienda opera con private label..

## I marchi
- Arrighi
- Italpasta
- 1881 by Stefano Berruto
- Pasta Padana